# Olympia’s Tour

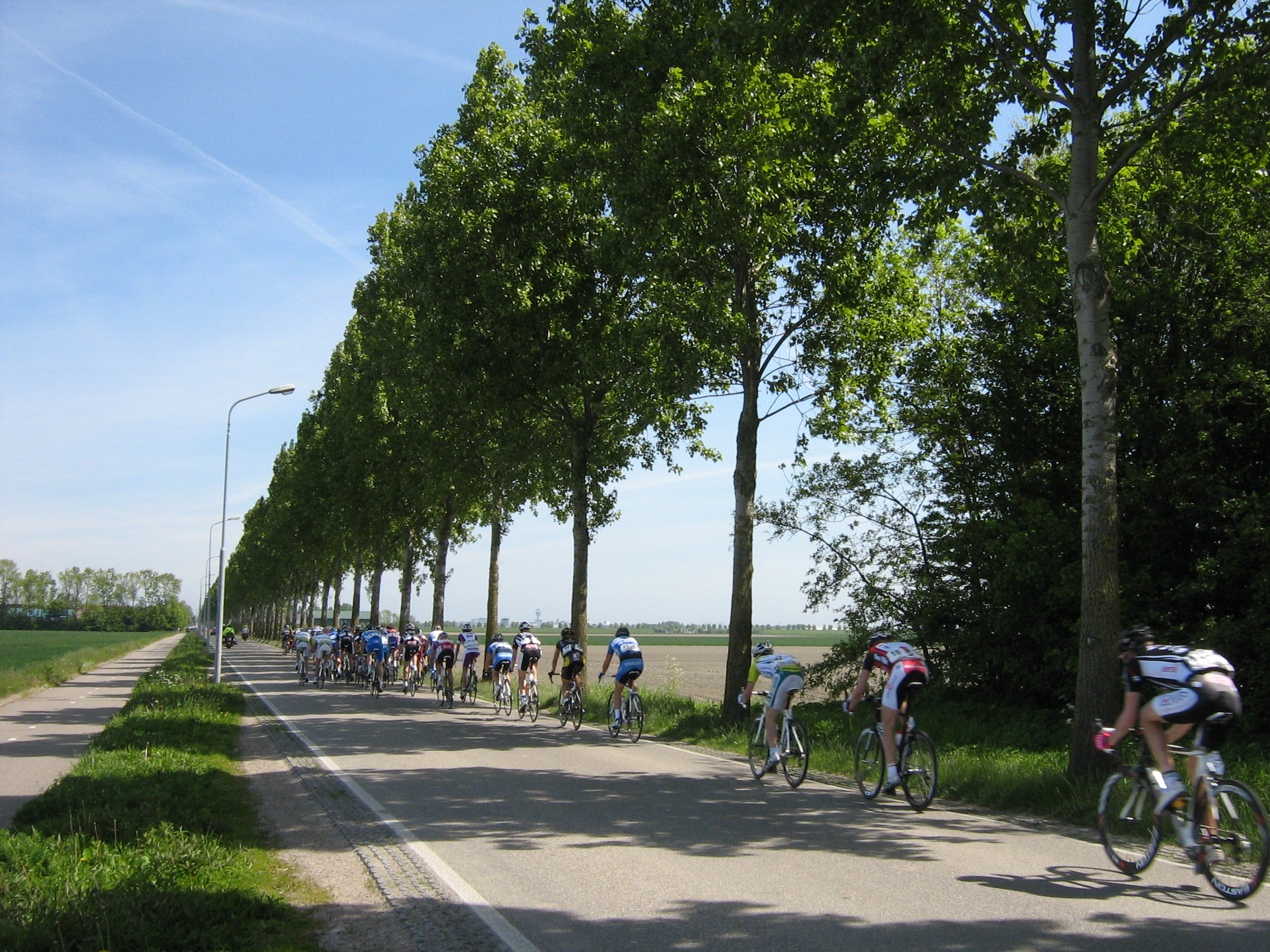
Ausgabe 2010

Die Olympia’s Tour ist ein niederländisches Etappenrennen im Straßenradsport.
Die Olympia’s Tour wurde erstmals 1909 ausgetragen. Weitere Austragungen fanden 1910 und 1927 statt. Erst seit 1955 wird das Rennen jährlich ausgetragen, mit Ausnahme von 2001, als es wegen der Maul- und Klauenseuche ausfiel sowie 2020 und 2021 wegen der COVID-19-Pandemie. Die Rundfahrt zählt seit 2005 zur UCI Europe Tour und ist in die Kategorie 2.2 eingestuft.
Rekordsieger seit 2015 ist der Niederländer Jetse Bol; Arie Hassink und Servais Knaven konnten die Rundfahrt jeweils zweimal gewinnen.
Seinen Namen erhielt das Rennen von dem Verein, der es ursprünglich veranstaltete. Der ASC Olympia, gegründet 1898, ist der älteste Radsportverein in den Niederlanden, der Weltmeister und Olympiasieger zu seinen Mitgliedern zählt. Heute wird das Rennen von einer eigens dafür errichteten Stiftung organisiert.

## Sieger
- 2024  Tim Torn Teutenberg
- 2023  Mathias Bregnhøj
- 2022  Maikel Zijlaard
- 2020–2021 nicht ausgetragen
- 2019  Sander De Pestel
- 2018  Julius Johansen
- 2017  Pascal Eenkhoorn
- 2016  Cees Bol
- 2015  Jetse Bol
- 2014  Berden de Vries
- 2013  Dylan van Baarle
- 2012  Dylan van Baarle
- 2011  Jetse Bol
- 2010  Taylor Phinney
- 2009  Jetse Bol
- 2008  Lars Boom
- 2007  Thomas Berkhout
- 2006  Tom Veelers
- 2005  Stef Clement
- 2004  Thomas Dekker
- 2003  Joost Posthuma
- 2002  Mart Louwers
- 2001 nicht ausgetragen
- 2000  Jan van Velzen
- 1999  Marcel Duijn
- 1998  Matthé Pronk
- 1997  Remco van der Ven
- 1996  Cristiano Citton
- 1995  Danny Nelissen
- 1994  Henk Vogels
- 1993  Servais Knaven
- 1992  Servais Knaven
- 1991  Anton Tak
- 1990  Wilco Zuijderwijk
- 1989  Thomas Liese
- 1988  Dirk Meier
- 1987  Jos Bol
- 1986  Bernd Dittert
- 1985  John Talen
- 1984  Asiat Saitow
- 1983  Mario Hernig
- 1982  Gerrit Solleveld
- 1981  Gerard Schipper
- 1980  Oleg Logwin
- 1979  Jos Lammertink
- 1978  Arie Hassink
- 1977  Arie Hassink
- 1976  Leo van Vliet
- 1975  Hans Langerijs
- 1974  Roy Schuiten
- 1973  Fedor den Hertog
- 1972  Frits Schür
- 1971  Cees Priem
- 1970  Frits Schür
- 1969  Piet Legierse
- 1968  Leen de Groot
- 1967  Cees Zoontjens
- 1966  Jan van der Horst
- 1965  Harry Steevens
- 1964  Cor Schuuring
- 1963  Joseph Dries
- 1962  Henk Nijdam
- 1961  Mik Snijder
- 1960  Gerard Wesseling
- 1959  Huub Zilverberg
- 1958  Ab van Egmond
- 1957  Adri Roks
- 1956  Kees van der Zande
- 1955  Piet Kooyman
- 1928-1954 nicht ausgetragen
- 1927  Rudolf Wolke
- 1911-1926 nicht ausgetragen
- 1910  Adrie Bellersen
- 1909  Chris Kalkman